# ジャン＝ルイ・ガセー
ジャン＝ルイ・ガセー（Jean-Louis Gassée, 1944年 -）は、BeOSを開発したBe社の設立者であり、米国アクセス・システムズのCEOを務めた。2003年から Allegis Capital の Partner である。

## 経歴
1944年に、フランスのパリに生まれる。オルセー大学で数学と物理学を学び、パリ大学の博士課程に進むが、修士号を取得したのちに退学。エクソンのフランス子会社やヒューレット・パッカード勤務の後、1981年にApple Computerに移り、1985年からはAppleのフランス法人の社長となる。
1985年にスティーブ・ジョブズのApple離脱のキーマンとなり、クパチーノのApple本社に招かれ、製品担当社長（President, Apple Products）となる。Macintosh IIやMacintosh Portableの開発などの指揮をとる。
ガセーは、AppleはMacintoshに集中すべきだと考えていた。彼はMacintoshの外部ライセンスに反対の立場をとり、またジョン・スカリーが積極的に推し進めていたNewton MessagePadの開発に対しても、自身が開発許可を与えたにもかかわらず批判的な立場であった。結局はスカリーとの対立がもとで1990年Appleを退社することになった。退社に際しては、ポータブルと称するには余りにも巨大なMacintosh Portableを開発した成果を評してガイ・カワサキから「ウォークマン」と称してラジカセがプレゼントされたという。
1990年、彼はBe社を設立し、C++ベースのオペレーティングシステム (OS) であるBeOSの開発に着手する。1995年に、BeOS専用機でPowerPC 603を2基搭載したBeBoxを製品化。さらにマック上で動作するBeOSを短期間で開発し、Macintosh互換機を販売していたパワーコンピューティング社にライセンスするなどした。
一方で、IBMと共同開発を行っていたTaligentや先進機能を取り入れたCoplandの開発に失敗していたAppleは、外部からのOSの調達を迫られており、1996年からBe社との交渉が始まる。ガセー本人は買収金額には執着しないと語っていたが、Appleは当初5,000万ドル程度とBe社を見積もっていたのに対しBe社はAppleに最初1億ドルを要求、Appleが他に選択肢がないとみると4億ドルまで価格を吊り上げたといわれている。
1996年末のある日、ジョブズのNEXTSTEPとの比較プレゼンテーションがApple本社で行われた。ガセー本人は、プレゼンは単なる形式だけのもので、AppleはBeを選択するだろうと考えていたが、実はApple側はこの時既にNeXTの採用をほぼ決めていたという。この日、何も準備をしてこなかったガセーは、完璧なプレゼンを終えたジョブズの前に敗れ去った。
BeOSはその後、x86プラットフォームに移植し、PC/AT互換機や情報家電へのバンドルに活路を求めた。日立製作所からBeOS搭載機なども発売されたが、マーケット的には失敗に終わり、2001年8月、Be社をパーム社に1,100万ドルで売却した。
2004年11月2日、2002年6月から取締役を務めていたPalmSource（現ACCESS Systems）社の会長に就任し2005年後半までその職にあった。
2003年から Allegis Capital のPartnerを務め、2017年現在はGeneral Partnerの職にある。

## 著書
- Gassée (1987) (英語). The third apple : personal computers & the cultural revolution (2nd. ed.). サンディエゴ: Harcourt Brace Jovanovich. ASIN 0151898502. ISBN 0151898502
- (フランス語) Macintosh, Multiplan, MacPaint. パリ: Cedic Nathan. (1984). ISBN 2712405560. OCLC 417286410